# Liste des évêques de Mutare
Cet article est une liste des évêques de Mutare.
(Dioecesis Mutarensis)
La préfecture apostolique d'Umtali est créée le 2 février 1953, par détachement des vicariats apostoliques de Fort Victoria et de Salisbury.
Elle est érigée en évêché le 15 février 1957.
Ce dernier change de dénomination le 25 juin 1982 pour devenir l'évêché de Mutare. 

## Est préfet apostolique
- 6 février 1953-15 février 1957 : Donal Lamont (Donal Raymond Lamont), préfet apostolique d'Umtali.

## Sont évêques
- 15 février 1957-5 novembre 1981 : Donal Lamont (Donal Raymond Lamont), promu évêque d'Umtali.
- depuis le 5 novembre 1981 : Alexio Muchabaiwa (Alexio Churu Muchabaiwa), évêque d'Umtali, puis de Mutare (25 juin 1982).

## Sources
- L'ANNUAIRE PONTIFICAL, sur le site http://www.catholic-hierarchy.org, à la page